# Çamyurdu, Adıyaman
Çamyurdu là một xã thuộc thành phố Adıyaman, tỉnh Adıyaman, Thổ Nhĩ Kỳ. Dân số thời điểm năm 2011 là 348 người.